# Varanus spenceri
Varanus spenceri є видом австралійських варанів.

## Етимологія
Видова назва, spenceri, — на честь англо-австралійського біолога Волтера Болдуїна Спенсера.

## Ареал і середовище існування
Varanus spenceri зустрічається на сході Північної території та північно-західному Квінсленді, Австралія. Переважним природним середовищем проживання є луки.

## Опис
Загальна довжина Varanus spenceri (включаючи хвіст) може досягати 120 см.

## Захисна поведінка
Varanus spenceri має незвичайну захисну поведінку, де вона вдає смерть, коли їй загрожують; тіло приплюснуте до землі, одна задня кінцівка витягнута, а всі інші кінцівки притиснуті до тіла, а хвіст спотворений у хвилясту форму. Голову тримають піднятою, щоб спостерігати за загрозою, вдаючи смерть, доки загроза не залишить зону.

## Розмноження
Розмір кладки Varanus spenceri зазвичай коливається від 11 до 30 яєць.